# Elevator Action
Elevator Action (Japans: エレベーターアクション; Erebētā Akusho) is een computerspel dat werd ontwikkeld en uitgebracht door Taito Corporation. Het spel is een side-scrolling platformspel. Het spel kwam in 1983 uit als arcadespel, maar werd een jaar later gepoort naar de MSX en de Nintendo Entertainment System. Hierna volgde edities voor andere platforms. De speler speelt geheim agent 17 (bijgenaamd Otto) en moet geheime documenten uit een gebouw stelen en met een vluchtauto ontsnappen.

## Platforms
| Jaar | Platform                 |
| ---- | ------------------------ |
| 1983 | Arcade                   |
| 1985 | MSX, NES, SG-1000        |
| 1986 | Commodore 64             |
| 1987 | Amstrad CPC, ZX Spectrum |
| 1991 | Game Boy                 |
| 2001 | Atari 2600               |
| 2007 | Wii Virtual Console      |

## Ontvangst
| Beoordeeld door | Platform            | Datum           | Score |
| --------------- | ------------------- | --------------- | ----- |
| Joypad          | Game Boy            | maart 1992      | 70%   |
| Portable Review | Game Boy            | 5 februari 2006 | 70%   |
| Tilt            | Commodore 64        | juni 1987       | 60%   |
| IGN             | Wii Virtual Console | 5 maart 2007    | 60%   |
| VideoGame       | NES                 | maart 1991      | 60%   |
| Nintendo Life   | Wii Virtual Console | 6 maart 2007    | 60%   |
| GameSpot        | Wii Virtual Console | 19 maart 2007   | 52%   |
| NES Archives    | NES                 | 6 januari 2002  | 50%   |
| Power Play      | Game Boy            | mei 1992        | 47%   |
| Commodore User  | Commodore 64        | april 1987      | 10%   |